# Guido Pokrane
Guido Pokrane est le nom d'un Indien Botocudo, converti au catholicisme en 1824 par l'action du colonisateur français Guido Marlière. Fils d'un chef botocudo, il fut capturé par les hommes de Marlière sur les rives du Rio Doce. Il accepta de se faire baptiser et commença à travailler à l'évangélisation d'autres Indiens.   
En 1879, la région où se trouvaient ses terres est devenue une paroisse appartenant à l'actuelle municipalité de Vermelho Novo, dans la région de Ponte Nova dans le Minas Gerais. Actuellement la région appartient à la commune de Pocrane dont la population, en 2006, était estimée à 8 854 habitants.  
Cette histoire a été racontée dans le livre Pokrane - A saga dos Índios Botocudos (Pokrane, la saga des Indiens botocudos).